# Niels Leemhuis
Niels Leemhuis (Almelo, 28 september 1997) is een Nederlands voetballer die als middenvelder voor Excelsior '31 speelt.

## Carrière
Niels Leemhuis speelde in de jeugd van TVC '28, waar hij ook in het eerste elftal speelde. In 2016 vertrok hij naar Quick '20, waar hij één seizoen in de Derde divisie zondag speelde. Hierna vertrok hij naar eredivisionist Heracles Almelo, waar hij een contract tot medio 2018 met een optie voor één extra jaar tekende. In maart 2018 werd deze optie gelicht, waardoor hij tot 2019 bij Heracles speelt. Hij debuteerde voor Heracles op 29 april 2018, in de met 2-2 gelijkgespeelde thuiswedstrijd tegen FC Utrecht. Hij begon in de basis en werd in de 59e minuut vervangen door Sebastian Jakubiak. Op 21 maart 2020 werd bekend dat Leemhuis Heracles zou verruilen voor 3de divisionist Excelsior '31.

### Statistieken
| Seizoen                     | Club            | Land           | Competitie     | Competitie | Competitie | Beker | Beker | Totaal | Totaal |
| Seizoen                     | Club            | Land           | Competitie     | Wed.       | Dlp.       | Wed.  | Dlp.  | Wed.   | Dlp.   |
| --------------------------- | --------------- | -------------- | -------------- | ---------- | ---------- | ----- | ----- | ------ | ------ |
| 2016/17                     | Quick '20       | Nederland      | Derde divisie  | 16         | 0          | 1     | 0     | 17     | 0      |
| 2017/18                     | Heracles Almelo | Nederland      | Eredivisie     | 2          | 0          | 0     | 0     | 2      | 0      |
| Carrièretotaal              | Carrièretotaal  | Carrièretotaal | Carrièretotaal | 17         | 0          | 1     | 0     | 18     | 0      |
| Bijgewerkt op 29 april 2018 |                 |                |                |            |            |       |       |        |        |